# روديون مالينوفسكي
روديون ياكوفليفيتش مالينوفسكي (بالروسية: Родио́н Я́ковлевич Малино́вский؛ 23 نوفمبر 1898 - 31 مارس 1967) قائد عسكري سوفيتي إبان الحرب العالمية الثانية ووزير دفاع الاتحاد السوفيتي فيما بين أواخر العقدين الخامس والسادس من القرن العشرين، لعب دورا كبيرا في انتصار السوفيت على ألمانيا خلال معركة ستالينغراد وحصار بودابست، كما لعب دورا محوريا في النهوض بالاتحاد السوفيتي كقوة عسكرية عظمى في أعقاب نهاية الحرب العالمية الثانية.

## وصلات خارجية
- روديون مالينوفسكي على موقع الموسوعة البريطانية (الإنجليزية)
- روديون مالينوفسكي على موقع مونزينجر (الألمانية)
- "النصب التذكاري لمالينوفسكي في أوديسا". مؤرشف من الأصل في 2020-01-26.
- ملصق ملون مصحوب بالسيرة الذاتية لمالينوفسكي من موقع دار ETS للنشر

| سبقه غيورغي جوكوف | مفوض الشعب لوزارة دفاع الاتحاد السوفيتي 1957–1967 | تبعه أندري غريتشكو |